# El Prat de la Barroca
El Prat de la barroca és una masia barroca de Tona (Osona) inclosa a l'Inventari del Patrimoni Arquitectònic de Catalunya.

## Descripció
Edifici de planta rectangular d'un sol cos, cobert a doble vessant. El portal és adovellat. Al primer pis s'hi obren tres balcons i a sota teulada una galeria amb tres finestrals semicirculars amb una barana de ferro. A banda i banda de la galeria hi ha dues finestres de testera recta, carreus d'una sola peça a la llinda i als brancals i ampitadors motllurats. Adossat al cos central s'hi ha afegit un cos allargat amb una galeria contínua al primer pis.

## Història
És una masia amb una gran tradició històrica. L'arbre genealògic de la família del mas, de cognom Pratsobrerroca, comença el 1196 i compta fins a trenta-una generacions. Malgrat que hi ha moltes pubilles, no es va perdre el nom perquè fins al segle xviii s'adoptava el nom de la família Pratsobrerroca. El Prat tenia importants possessions, com el mas Munt, del terme de Gavadons, adquirit el 1285 i empenyorat més tard, però recuperat el 1679; el mas Miravalls, casa forta del terme de Sant Cugat de Gavadons, comprat el 1632 i reedificat en un emplaçament diferent el 1808, i, finalment, el mas Roqueta, totalment desaparegut, les propietats del qual eren repartides entre els masos Prat, Vilamajor i Vendrell. Molts hereus del Prat de la Barroca van ser batlles de Tona.